# سرژ تانکیان
سرژ تانکیان (ارمنی: Սերժ Թանկյան، متولد ۲۱ اوت ۱۹۶۷) خواننده، ترانه‌پرداز، آهنگ‌ساز، نوازنده، تهیه‌کننده موسیقی، شاعر و کنشگر سیاسی آمریکایی ارمنی‌تبار است که بیشتر به‌عنوان خواننده، ترانه‌سرا و نوازنده گروه متال سیستم آو اِ داون شناخته می‌شود.
او در طول فعالیت حرفه‌ای خود در زمینه موسیقی در ساخت پنج آلبوم از گروه سیستم آف اِ داون و یک آلبوم از آردو تونجبویاجیان با نام صرارط، به‌علاوه سه آلبوم سولو با نام انتخاب مرده، هارمونی ناقص و هاراکیری دست داشته است. البته از اجرای زنده وی با ارکست فیلارمونیک آوکلند که نسخهٔ فیزیکی آن با نام سمفونی انتخاب مرده شناخته می‌شود نمی‌توان چشم‌پوشی کرد. در سال ۲۰۰۲ وی با تام مورلو، گیتاریست دو گروه طغیان در مقابل ماشین‌ها و بردهٔ صوت، سازمان سیاسی کنش‌گری اکسس آف د جاستیس را بنیان‌گذاری کردند. سرژ تانکیان پایه‌گذار شرکت سرژیکال استرایک رکوردز نیز بوده است. وی در مجله هیت پارادر به مقام بیست و ششمین خواننده بزرگ متال دست یافته است. در ۱۲ اوت ۲۰۱۱، تانکیان توسط تیگران سارگسیان، نخست‌وزیر ارمنستان مدالی برای بزرگداشت نسل‌کشی ارمنی‌ها و تأثیر مثبت وی در جامعه موسیقی، دریافت نموده است.

## اوایل زندگی
سرژ در ۲۱ اوت ۱۹۶۷ در بیروت، لبنان متولد شد. در سن هفت سالگی به همراه والدینش به لس آنجلس در ایالت کالیفرنیا نقل مکان نمودند. در جوانی به مدرسه ارمنی-آمریکایی The Rose & Alex Pilibos رفت، همان مدرسه‌ای که اعضای گروه آینده اش، دارون ملکیان و شاوو اودادجیان نیز در آن تحصیل کردند. پس از اتمام دوره تحصیلی در دبیرستان، سرژ در دانشگاه ایالتی کالیفرنیا در نورتریج پذیرفته شد و اینجا بود که او برای اولین بار به نواختن ساز و نوشتن موسیقی پرداخت.

## سویل و سیستم آف اِ داون (۱۹۹۴ تا ۲۰۰۶)
شروع حرفهٔ سرژ به بعد از تشکیل گروه Soil (با بند SOiL اشتباه گرفته نشود) بازمی‌گردد که اعضای آن شامل سرژ تانکیان (خواننده و کار با کیبورد)، دارون ملکیان (خواننده و گیتاریست)، دیو هاکوپیان (گیتار بیس) و دومینگو لورانینو (درام) می‌شد. در آینده شاوو اودادجیان نیز به‌عنوان مدیر گروه استخدام شد که بعد نقش گیتاریست ریتم را برعهده گرفت. با ترک لورا و هاکوپیان، اعضای گروه متوجه شدند که بقا در این گروه مانع رسیدن به آرزوهایشان می‌شود، در نتیجه گروه سویل پاشیده شد.
بعد از این واقعه، بقیه اعضای گروه یعنی سرژ، دارون و شاوو گروه سیستم آف اِ داون را تشکیل دادند که نام آن براساس شعر "Victims of A Down"، نوشتهٔ دارون ملکیان، گرفته شد. درامر اصلی این گروه اونترونیک خاچاتوریان بود که در گذشته با گروه سویل همکاری می‌کرد. مدتی بعد جان دالمایان جایگزین اونترونیک شد. اونترونیک که دقیقاً چند روز قبل از تور گروه دستش شکست گروه را مجبور کرد تا در آخرین لحظه از جان دالمایان درخواست کنند تا به عنوان نوازنده درام آن‌ها را در تور همراهی کند. آن‌ها بعد از آمدن جان بلافاصله تور خود را شروع کردند.

## Elect the Dead

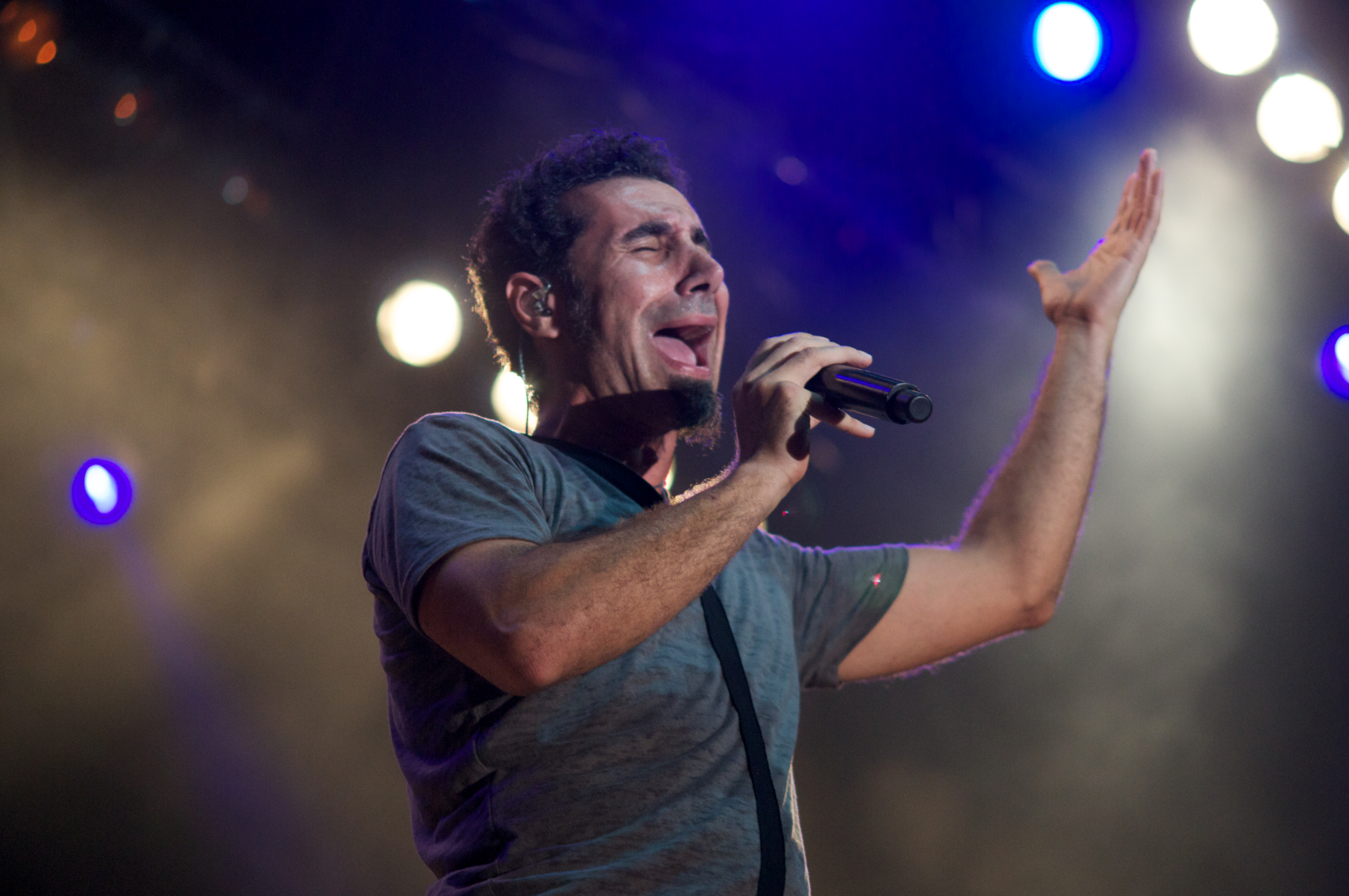
سرژ تانکیان در حال اجرا در بورگاس، بلغارستان، اوت ۲۰۱۰

سرژ تانکیان موفقیت خود را به عنوان خواننده و نوازنده سولو در آلبوم Elect the Dead بدست آورد. اولین آهنگ‌های این آلبوم "The Unthinking Majority" و "Empty Walls" بودند. در ادامه اولین نماهنگ این خواننده برای آهنگ "Feed Us" در کانال MTV در کشورهای سوئد و بریتانیا به نمایش درآمد. او همچنین در کانال MTV و در برنامه You Rock the Duce شرکت کرد تا آلبوم خود را به بینندگان این کانال پرطرفدار معرفی کند. نکته جالب توجه در مورد این آلبوم این است که برای تمامی آهنگ‌های این آلبوم نماهنگی ساخته و جالب تر اینکه هر کدام از این نماهنگ‌ها توسط کارگردان متفاوتی ساخته شد. تانکیان در این مورد می‌گوید: "من از تمامی کارگردان‌ها درخواست کردم تا تعبیر خود را از کار من به صورت بصری ارائه کنند. به آنان گفتم تا به هیج گونه توضیحی برای ساخت نیازی نیست و آن‌ها جایزند تا هر آن چیزی را که دوست دارند بسازند." نتیجه این کار شگفت‌انگیز بود. تعدادی از نماهنگ‌ها به‌طور اختصاصی به کسانی ارائه شد که نسخه محدود آلبوم را خریداری کرده بودند اما در ادامه تمامی نماهنگ‌های این آلبوم به جز نماهنگ "Money" توسط تانکیان در وب سایت شخصی و کانال یوتیوب خویش به صورت عمومی ارائه گردید. جالب اینکه تعدادی از نماهنگ‌های این آلبوم دارای نسخه‌های دیگری نیز بودند که این نماهنگ‌ها نیز ابتدا به صورت عمومی در اختیار عموم قرار گرفت اما در ادامه دچار تغییر شدند.
۳ نسخه متفاوت تبلیغاتی این آلبوم در اختیار عموم قرار گرفت. نسخه اول نسخه ایست تبلیغاتی که تنها از سازها در آن استفاده شده توسط "Serjical Strike/Reprise Records" در اختیار عموم قرارگرفت. این نسخه جهت استفاده آهنگ‌های این آلبوم در صنعت فیلم‌سازی ارائه گردید. نسخه تبلیغاتی دیگر این آلبوم توسط "Reprise Records" ارائه و تنها برای تعداد محدودی شنونده خاص که دارای ویژه گی‌های نسخه آخر بود در نظر گرفته شد. این نسخه CD-R تبلیغاتی که تحت عنوان "Smart Talk" و به عنوان کد مخصوص سرژ تانکیان ارائه گردی تا از پخش این آلبوم توسط افراد غیرمجاز جلوگیری گردد. ضمناً این موضوع نشان دهنده آن است که تهیه این آلبوم قبل از ۲۰ اوت سال ۲۰۰۷ به اتمام رسیده بوده است.
اولین تور رسمی این آلبوم در تاریخ ۱۲ اکتبر سال ۲۰۰۷ با برگزاری کنسرتی در سالن Chicago's Vic آغاز گردید که به سختی حدود ۱۰۰۰ نفر در این کنسرت شرکت داشتند. با این که سرژ تانکیان قبل تر اعلام کرده بود که آهنگی از گروه قبلی یعنی سیستم او اِ داون اجرا نخواهد کرد اما وی در این کنسرت آهنگ‌های "Charades" و "Blue" را که در نوشتن آن دارون ملکیان نیز شرکت داشته است اجرا کرد.
تانکیان همچنین حضور فعالی در زمینه سیاست نیز دارد. وی به همراه تام مورلو بنیان‌گذاران بنیاد یا سازمان محور عدالت (Axes of Choice) می‌باشند. تانکیان همچنین اقامت نیوزیلند را نیز دارد و در آنجا دارای اقامتگاهی تفریحی نیز می‌باشد. در این مورد می‌توان به گمانه زنی‌هایی غلط اشاره کرد که باور بر این داشت که تانکیان قصد دارد تا اتمام جنگ عراق در نیوزیلند بماند اما همان‌طور که وی در مصاحبه خود اعلام کرد او اصلاً قصد چنین کاری را نداشته است. وی بغضً سخنرانی‌هایی در مجامع عمومی در اعتراض به خشونت و بی عدالتی نیز انجام می‌دهد. او همچنین آهنگ جدیدی را در نوامبر سال ۲۰۰۸ در راستای حمایت از عفو بین‌الملل اجرا کرد. وی در ۱۶ مارس سال ۲۰۰۸ به اجرای آلبوم خود به همراهی ارکست سمفونی اوکلند فیلارمونیک (Auckland Philharmonia Orchestra) در نیوزیلند پرداخت که اجرای ارکسترایی آلبوم وی بود. این اجرا بر روی CD/DVD و تحت عنوان Elect the Dead Symphony و در تاریخ ۹ مارس ۲۰۱۰ به بازار ارائه گردید.

## Imperfect Harmonies

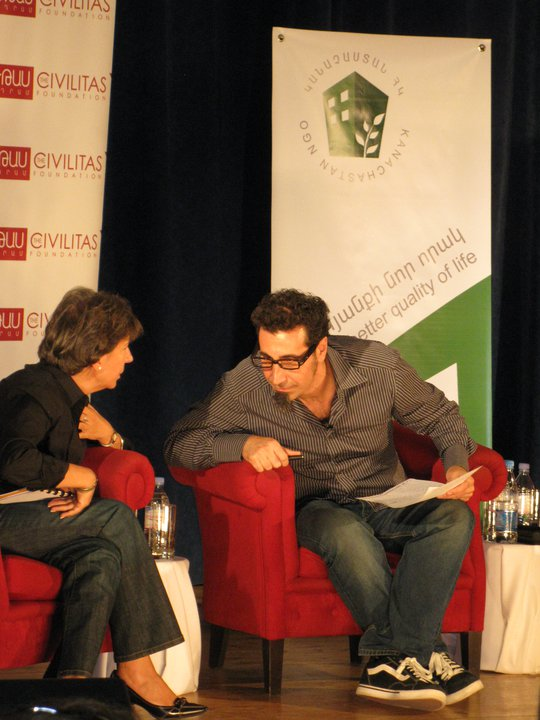

دومین آلبوم سرژ تانکیان در سال ۲۰۰۹ ساخته شد. این آلبوم بیشتر از سبک جاز و به نوع ارکسترال ساخته شده است. تانکیان می‌گوید:
"من در حال ساخت این آلبوم به صورت جز و ارکسترال هستم. من یک ارکست کامل جهت همکاری با خویش دارم و می‌خواهم که این گیتار برقی بزرگ توسط افراد این ارکست نواخته شود. من می‌خواهم کاری کنم که ارکست به نوعی به اجرا بپردازد که تا امروز انجام نشده است."
 نام این آلبوم در حال ضبط Music Without Borders بود اما در انتها به Imperfect Harmonies تغییر کرد. در تاریخ ۲۳ ژوئن ۲۰۱۰ تک‌آهنگی تبلیغاتی به نام "Borders Are" به بازار ارائه گردید. اولین تک‌آهنگ رادیویی این آلبوم به نام Left Of Center در تاریخ ۱۳ ژوئیه ۲۰۱۰ به بازار آمد. سومین تک‌آهنگ این آلبوم به نام "Disowned Inc" در تاریخ ۹ اوت ۲۰۱۰ به بازار ارائه گردید. در نهایت آلبوم "Imperfect Harmonies" در تاریخ ۱۰ سپتامبر ۲۰۱۰ راه به بازار پیدا کرد.

## The F.C.C
flying cunts of chaos (کس‌های پرندهٔ هرج و مرج) گروهی بود که تا سال ۲۰۰۹ در اجراهای سرژ نوازندگی می‌کرد.

## آلبوم‌ها
انفرادی
- Elect the Dead - ۲۰۰۷
- Imperfect Harmonies - ۲۰۱۰
- Imperfect Remixes - ۲۰۱۱
- ۲۰۱۲ - Harakiri
- ۲۰۱۳ - Jazz-Iz-Christ
- ۲۰۱۳ - Fuktronic

System of a Down
- System of a Down - ۱۹۹۸
- Toxicity - ۲۰۰۱
- Steal This Album! - ۲۰۰۲
- Mezmerize - ۲۰۰۵
- Hypnotize - 2005

Serart
- Serart - 2003

Buckethead
- Enter The Chicken - 2005

Tony Iommi
- Iommi - 2000

Wyclef Jean
- Carnival Vol. II: Memoirs of an Immigrant - ۲۰۰۷